# Casapesenna
Casapesenna ist eine italienische Gemeinde (comune) in der Provinz Caserta in Kampanien. Die Gemeinde liegt etwa 18 Kilometer südwestlich von Caserta und etwa 19 Kilometer nordwestlich von Neapel.

## Verkehr
Die Gemeinde liegt an der Bahnstrecke von Rom nach Neapel. Der nächste Bahnhof befindet sich jedoch in Villa Literno bzw. in San Cipriano d’Aversa-Albanova.